# Terminal de Ómnibus (subte de Buenos Aires)
Terminal de Ómnibus será una futura estación perteneciente a la línea H de la red de subterráneos de la ciudad de Buenos Aires. Estará ubicada en cercanías de la Terminal de Ómnibus de Retiro, sobre la Avenida Antártida Argentina entre las calles Carlos Perette y la calle 4. Aún no está prevista la fecha de inicio de construcción de la misma.
Esta estación surge en los planes en junio de 2013, cuando el Gobierno de la Ciudad Autónoma de Buenos Aires aceptó modificar la traza final del recorrido (tramo C3), quedando establecida por las estaciones: Facultad de Derecho, Padre Mugica (en el límite de la Villa 31) y la Terminal de Ómnibus de Retiro. Esta estación fue sumada en los planes del nuevo recorrido por iniciativa de la legisladora María José Lubertino y se estima que aportaría otros 34.000 pasajeros a la red. Finalmente, el 11 de diciembre de 2014, la Legislatura Porteña sancionó la ley 5233 modificando el trazado de la línea H. Con respecto a la estación Terminal de Ómnibus se detalla su construcción en el eje de la calle Carlos Perette, entre la Avenida Antártida Argentina y la calle 4.